# Douz
Douz (arabisch دوز, DMG Dūz) ist eine Oasenstadt im Süden Tunesiens mit etwa 30.000 Einwohnern.
Sie liegt 30 Kilometer südlich von Kebili im Nefzaoua-Oasengebiet südlich des Salzsees Chott el Djerid. Aufgrund ihrer Lage am Rand des Grand Erg Oriental ist die Stadt als „Tor zur Sahara“ bekannt.
Douz mit Umgebung ist das Zentrum des zum Teil immer noch halbnomadischen Mrazig-Stammes, die von den Beni Hilal abstammen sollen. Da die Regierung Programme zur Sesshaftmachung eingeleitet hat, reduziert sich die Zahl der Nomaden von Jahr zu Jahr.
In früherer Zeit war Douz ein wichtiger Haltepunkt der Transsahara-Karawanenrouten. Der Wegfall des Karawanenhandels konnte durch den Ausbau des Tourismus kompensiert werden. Für Touristen gibt es heute geführte Kamel-Touren. Pro Jahr werden in der Region von Douz 320.000 Übernachtungen gezählt. Der Wüstentourismus ist jedoch wegen des erhöhten Wasserverbrauchs und der Austrocknung der Oasen ökologisch bedenklich.
Im modernen Ortszentrum von Douz findet donnerstags der größte Wochenmarkt Südtunesiens statt, zu dem sesshafte und nomadische Käufer und Verkäufer aus der Umgebung, teilweise auch aus Algerien zusammenkommen. Früher zogen sogar Tuareg aus Südalgerien mit ihren Karawanen zum Markt nach Douz.